# Nachtgeblut
Nachtgeblut е нсбм/блек метъл група, основана през 2001 година в Буенос Айрес, Аржентина. По своята идеология групата се определя за антикомунистическа.

## Дискография
- Frozen Streams of Forgotten Knowledge (2004)
- Strange Ways to Ancient Times (2005)
- Ways That Noone Shall Ever Follow (2006)
- Southern Elite Circle Compilation (2007)[3]